# Sydney McLaughlin-Levrone
Sydney Michelle McLaughlin-Levrone (Nova Jersey, 7 de agosto de 1999) é uma velocista e barreirista norte-americana, campeã olímpica, campeã mundial e recordista mundial dos 400 metros com barreiras. 

## Carreira
Filha mais nova numa família de corredores — seu pai, Willie, corredor de 400 metros rasos, participou das seletivas americanas para os Jogos de Los Angeles 1984 e seu irmão mais velho, Taylor, foi medalha de prata nos 400 m c/ barreiras no Campeonato Mundial Sub-20 de Atletismo de 2016 — em  2015 ela ganhou a medalha de ouro desta prova no Campeonato Mundial Sub-18 de Atletismo disputado em Cali, na Colômbia. Em 2016, conseguiu uma vaga entre as três integrantes da equipe feminina americana para a Rio 2016 — com o recorde mundial junior da prova  — e, aos 16 anos, tornou-se então a mais jovem atleta da equipe olímpica de atletismo dos Estados Unidos nestes Jogos, onde não conseguiu um lugar na final.
Aos 20 anos, em seu primeiro torneio global adulto, o Campeonato Mundial de Atletismo de 2019, disputado em Doha, no Qatar, ficou com a medalha de prata, perdendo para a compatriota Dalilah Muhammad, que nesta prova quebrou seu próprio recorde mundial conquistado meses antes, enquanto Sydney marcava o terceiro melhor tempo da história, atrás apenas dos dois recordes de Muhammad. Na mesma edição, se tornou pela primeira vez campeã mundial integrando o revezamento 4x400 metros junto com Muhammad, que conquistou a medalha de ouro.
Em junho de 2021, durante as seletivas americanas de atletismo para os Jogos de Tóquio 2020, disputadas em Eugene, no Oregon, Sydney finalmente derrotou a grande rival num evento importante, vencendo a prova e  estabelecendo um novo recorde mundial – 51s90 – tornando-se a primeira mulher no mundo a correr os 400 metros com barreiras em menos de 52 segundos. Em Tóquio conquistou a medalha de ouro quebrando novamente seu recorde mundial com a marca de 51s46. Em seu retorno às pistas após Tóquio, em junho em 2022, ela marcou 51.61 numa prova em Nashville, então a terceira mais rápida do mundo. Duas semanas depois, durante o US Championships, ela baixou novamente seu próprio recorde mundial estabelecendo nova marca de 51s41.
No Campeonato Mundial de Atletismo de 2022, realizado em julho em Eugene, na mesma pista de Hayward Field onde ela havia conquistado dois recordes, McLaughlin quebrou pela quarta vez o recorde mundial da prova, ganhando a medalha de ouro com 50.68s. Também ganhou o ouro integrando o revezamento 4x400 m.
Em 30 de junho de 2024 ela quebrou novamente seu próprio recorde mundial vencendo a seletiva norte-americana para Paris 2024 com a marca de 50s65.
Em Paris 2024 ela se tornou bicampeã olímpica nas barreiras, conquistando a medalha de ouro com novo recorde mundial, 50.37, pela sexta vez consecutiva; ganhou também uma segunda medalha de ouro integrando o 4x400 m junto com Gabrielle Thomas, Alexis Holmes e Shamier Little, duplicando as medalhas que havia ganhado em Tóquio; este revezamento quebrou o recorde norte-americano que durava desde Seul 1988, com o tempo de 3:15.27, a segunda marca mais rápida da história.
Sydney McLaughlin é treinada por Bob Kersee, treinador de nomes históricos do atletismo americano como sua esposa Jackie Joyner-Kersee, Florence Griffith-Joyner, Gail Devers e Allyson Felix. 